# Вечный, Пётр Пантелеймонович

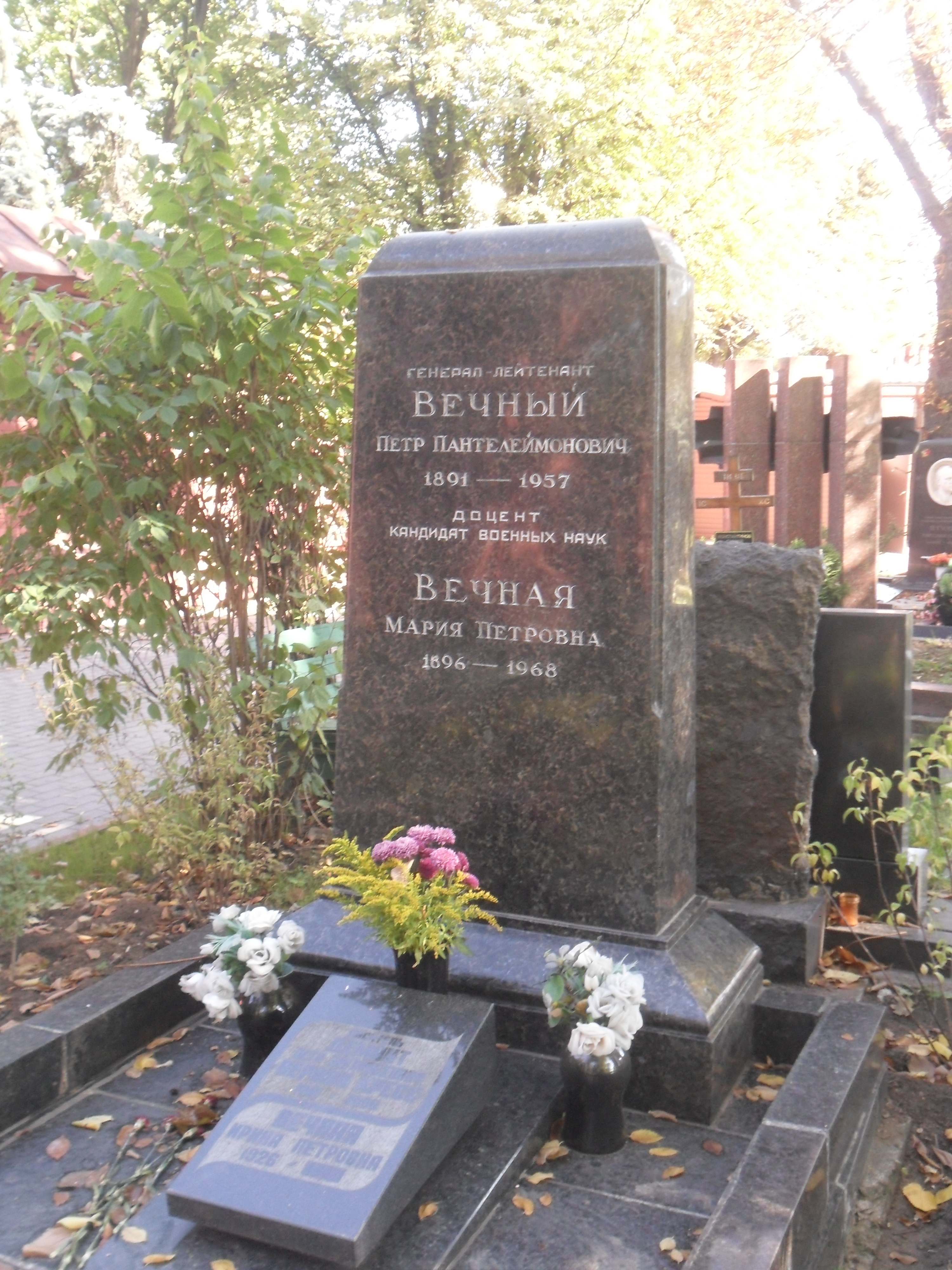
Могила П. П. Вечного на Новодевичьем кладбище Москвы.

Пётр Пантелеймонович Вечный (20 декабря 1891, Темрюк, Темрюкский отдел, Кубанская область, Российская империя — 16 апреля 1957) — советский военачальник; участник Первой мировой, Гражданской войны в России, гражданской войны в Испании, Великой Отечественной войны, генерал-лейтенант (1944), доцент, кандидат военных наук.

## Биография
Родился в семье мещан, православный. Окончил Темрюкское городское трёхклассное училище.
В Русскую императорскую армию был призван в 1915 году. Поступил добровольцем в 37-й Сибирский стрелковый полк. Участник Первой мировой войны. В бою 17 февраля 1915 года стрелок П. П. Вечный был ранен пулей в бедро под деревней Кержек. После ранения был отправлен в главный перевязочный отряд 10-й стрелковой Сибирской дивизии. После выздоровления направлен на учёбу и в том же 1915 году окончил 3-ю Московскую школу прапорщиков. Был выпущен офицером в свой 37-й Сибирский стрелковый полк прапорщиком. Был младшим офицером, командиром взвода, командиром полуроты. За отличия на фронте произведён в подпоручики, а затем и в поручики.
В июне 1918 года призван в Красную армию, служил военруком в военном комиссариате. С июля 1918 года был помощником командира трудового полка, с ноября 1918 года — начальником штаба трудовой бригады. Участник Гражданской войны.
С августа 1925 года — начальник оперативной части штаба 37-й и затем 33-й стрелковых дивизий в Западном военном округе. С сентября 1926 года — помощник начальника штаба 33-й стрелковой дивизии, с января 1927 года — начальник штаба этой дивизии. С сентября 1927 года — начальник оперативной части штаба 13-го стрелкового корпуса в Приволжском военном округе.
В мае 1929 года направлен на Дальний Восток, назначен начальником штаба 36-й стрелковой дивизии в Особой Дальневосточной армии. Принимал участие в боевых действиях конфликта на Восточно-Китайской железной дороге. За боевое отличие П. П. Вечный награждён орденом Красного Знамени. Окончил Военную академию РККА имени М. В. Фрунзе. В 1936—1937 годах участвовал в гражданской войне в Испании, будучи советником командующего Каталонской армией республиканцев.
С февраля 1938 года — помощник начальника штаба 12-го стрелкового корпуса. С мая 1938 года — заместитель начальника штаба Приволжского военного округа. С 1939 года — старший преподаватель кафедры оперативного искусства Академии Генерального штаба РККА. С 1940 года — начальник 2-го отдела Управления боевой подготовки Красной армии, в этой же должности служил и с началом Великой Отечественной войны. Много публиковался в военной прессе по вопросам деятельности штабов.
В августе 1941 года, после начала Великой Отечественной войны, переведён в Оперативное управление Генерального штаба РККА на должность начальника Южного направления, с сентября заместитель начальника Генерального штаба — начальник Южного направления Оперативного управления.
Под наблюдением генерал-майора П. П. Вечного создавался Боевой устав пехоты Красной армии (Часть 1 (боец, отделение, взвод, рота) и  Часть 2 (батальон, полк)), изданный в Москве в 1942 году.
С марта по май 1942 года — начальник штаба Крымского фронта. В тяжелейший период  поражений войск фронта в Керченской оборонительной операции в мае 1942 года пытался наладить управление войсками в ежечасно меняющейся обстановке, около суток 9 мая 1942 года фактически командовал фронтом, когда весь Военный совет фронта вместе с Л. З. Мехлисом убыл в войска и связь с ним прекратилась, пытался организовать контрудар по прорвавшимся немецким частям. После разгрома войск фронта его планировали понизить в воинском звании, однако когда выяснилось, что генерал Вечный предупреждал командование фронта об угрозе немецкого удара и предлагал конкретные меры для его отражения (не принятые командующим), в приказе о наказании руководителей Крымского фронта его только сняли с должности начальника штаба уже прекратившего существование фронта.
В июле — августе 1943 года — начальник штаба 47-й армии на Воронежском фронте, участвовал в Белгородско-Харьковской операции. Затем — заместитель начальника Генерального штаба РККА. С 1944 по 5 марта 1945 года — главный редактор журнала «Военная мысль». Был снят с должности главного редактора приказом наркома обороны СССР И. В. Сталина как «не справившийся со своими обязанностями».
С 1945 года — начальник Управления по использованию опыта войны Генерального штаба, с октября 1946 года — начальник научно-исследовательского отдела и учёный секретарь Совета Военной академии имени М. В. Фрунзе. Доцент, кандидат военных наук, автор пособий по методике подготовки штабов.
Похоронен в Москве на Новодевичьем кладбище (5-й участок, 6-й ряд).

## Воинские звания
Российская Империя
- Рядовой
- Прапорщик
- Подпоручик
- Поручик

СССР
- Полковник (13.12.1935)
- Комбриг (22.02.1938)
- Генерал-майор (04.06.1940)[13]
- Генерал-лейтенант (29.07.1944)[14]

## Награды
- Орден Ленина (21.02.1945)
- три ордена Красного Знамени (13.02.1930[15], 3.11.1944, 20.06.1949)
- Орден Кутузова 1-й степени (29.7.1944)[16][17]
- Орден Отечественной  войны 1-й  степени (17.03.1943)
- Орден Красной Звезды (22.02.1944)
- Медаль «За оборону Москвы» (05.07.1944)[18]
- Медаль «За оборону Севастополя»
- Медаль «За оборону Кавказа»
- Медаль «За победу над Германией в Великой Отечественной войне 1941-1945 гг.» (август 1945 г.)[19]
- Ряд других медалей СССР